# Petzenkirchen
Petzenkirchen település Ausztriában, Alsó-Ausztria tartományban, a Melki járásban. Tengerszint feletti magassága 258 méter, területe 2,89 km².

## Elhelyezkedése
Petzenkirchen Bergland és Wieselburg településekkel határos.

## Népesség
| 2016 | 1 301 |
| 2018 | 1 311 |